# Fretin

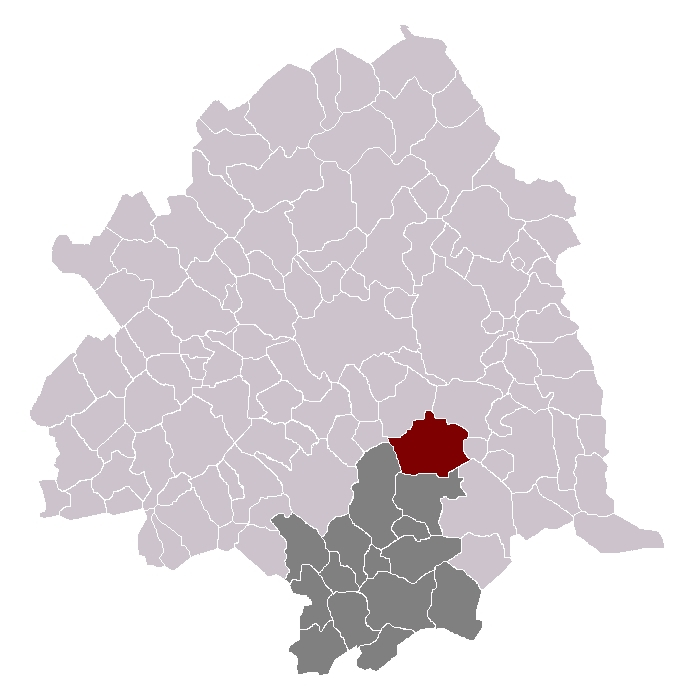
Ubicació de Fretin dins del cantó i el districte

Fretin és un municipi francès, situat a la regió dels Alts de França, al departament del Nord. L'any 2006 tenia 3.239 habitants. Limita al nord-oest amb Lesquin, al nord-est amb Sainghin-en-Mélantois, a l'est amb Péronne-en-Mélantois, al sud-oest amb Avelin, al sud amb Ennevelin i al sud-est amb Templeuve-en-Pévèle.

## Demografia
| 1962                                       | 1968  | 1975  | 1982  | 1990  | 1999  | 2006  |
| ------------------------------------------ | ----- | ----- | ----- | ----- | ----- | ----- |
| 2.598                                      | 2.634 | 2.645 | 2.565 | 2.873 | 2.997 | 3.239 |
| Des de 1962: població sense dobles comptes |       |       |       |       |       |       |

## Administració
| Període | Identitat        | Partit |
| ------- | ---------------- | ------ |
| 2001-   | Béatrice Mullier | PS     |